# جيم يورجنسن
جيم يورجنسن (بالإنجليزية: Jim Jorgensen)‏ هو شخصية أعمال أمريكي، ولد في 1948.